# La Boutique aux miracles
Pour plus de détails, voir Fiche technique et Distribution.
La Boutique aux miracles (Tenda dos milagres) est un film brésilien réalisé par Nelson Pereira dos Santos, sorti en 1977. C'est l'adaptation du roman du même nom écrit par Jorge Amado en 1969. Il fait partie de la sélection officielle de la Berlinale 1977.

## Synopsis
A Bahia, au début du XXe siècle, Pedro Archanjo, un mulâtre défend les droits des noirs et des métis.

## Fiche technique
- Titre original : Tenda dos milagres
- Titre français : La Boutique aux miracles
- Réalisation : Nelson Pereira dos Santos
- Scénario : Nelson Pereira dos Santos d'après Jorge Amado
- Pays de production : Brésil
- Format : Couleurs - 35 mm - 1,66:1 - Mono
- Genre : drame
- Durée : 132 minutes
- Date de sortie : 1977

## Distribution
- Juárez Paraíso : Pedro Archanjo
- Hugo Carvana : Fausto Pena
- Sonia Dias : Anna Mercedes
- Anecy Rocha : docteur Edelweiss
- Jards Macalé : Pedro jeune
- Jehova De Carvalho : major Damiao
- Manoel do Bonfim : Lidia Corro
- Nildo Parente : professeur Nilo Argolo